# Bataille de Nikiou
Guerres byzantino-arabes
Batailles
- Mu'tah (629)
- Ajnadayn (634)
- Damas (634)
- Fahl (635)
- Yarmouk (636)
- Jérusalem (636-637)

- Héliopolis (640)
- Nikiou (646)

- Sufétula (647)
- Tahouda (683)
- Mammès (688)
- Carthage (698)
- Oued Nini (698)

- 1re Constantinople (674-678)
- Sébastopolis (692)
- Tyane (~708)
- 2e Constantinople (717-718)
- Andrinople (718)
- Nicée (727)
- Akroinon (740)

- Kamacha (766)
- Invasion de l'Asie Mineure (782)
- Kopidnadon (788)
- Krasos (804)
- Invasion de l'Asie Mineure (806)
- Anzen (838)
- Amorium (838)
- Mauropotamos (844)
- Poson (863)
- Bathys Ryax (872 ou 878)

- Syracuse (877-878)
- Stelai ou 1re Milazzo (880)
- 2e Milazzo (888)
- Taormine (902)
- Garigliano (915)
- Détroit (965)
- Georges Maniakès en Sicile (1038-1040)

- Phœnix de Lycie (655)
- Keramaia (746)
- Conquête musulmane de la Crête (années 820)
- Damiette (853)
- Raguse (866-868)
- Kardia (~872-873)
- Golfe de Corinthe (~873)
- Céphalonie (880)
- Chalcis (~883)
- Thessalonique (904)

- Portes ciliciennes (878)
- Campagnes de Jean Kourkouas (926-944)
- Marach (953)
- Raban (958)
- Andrassos (960)
- Campagnes de Nicéphore II Phocas (956-969)
- Chandax (960-961)
- Alexandrette (971)
- Campagnes de Jean Tzimiskès (~950-975)
- Gués de l'Oronte (994)
- Alep (994-995)
- Apamée (998)
- Campagnes de Basile II (979-999)
- Azâz (1030)

La bataille de Nikiou opposa les troupes arabes dirigée par Amr ibn al-As aux troupes byzantines en Égypte au cours de l'année 646.

## Contexte
À la suite de leur victoire à la bataille d'Héliopolis en juillet 640 et la capitulation d'Alexandrie qui s'ensuivit en novembre 641, les Arabes avaient conquis l'ensemble de la province byzantine d'Égypte. Le nouvel empereur byzantin Constant II était déterminé à récupérer ces terres et ordonna à une flotte nombreuse de transporter des troupes à Alexandrie. Ces troupes dirigées par Manuel débarquent et prennent la ville défendue par une petite garnison arabe à la fin de l'année 645. À ce moment, Amr qui pouvait être à la Mecque revint rapidement reprendre le commandement des forces arabes en Égypte.

## Bataille
La bataille se déroula au niveau de la petite ville fortifiée de Nikiou, au 2/3 de la route allant d'Alexandrie à Fostat. Les Arabes au nombre de 15 000 faisaient face à des Byzantins peu nombreux. En dépit d'un combat difficile, les Arabes prirent le dessus sur les Byzantins qui se replièrent en désordre vers Alexandrie.

## Conséquences
Bien que les Byzantins aient fermé les portes de la cité après avoir été poursuivis par les Arabes, la ville finit par tomber aux mains des Arabes qui la prirent durant l'été. La défaite de Manuel marque la dernière tentative byzantine pour reprendre pied en Égypte avant que Manuel Ier Comnène n'y envoie une expédition au XIIe siècle,.

## Sources
- Charles, R. H. The Chronicle of John, Bishop of Nikiu: Translated from Zotenberg's Ethiopic Text, 1916. Reprinted 2007. Evolution Publishing,  (ISBN 978-1-889758-87-9).
- Butler, Alfred J. The Arab Conquest of Egypt and the Last Thirty years of Roman Dominatrix Oxford, 1978.